# Teuzzone (monaco)

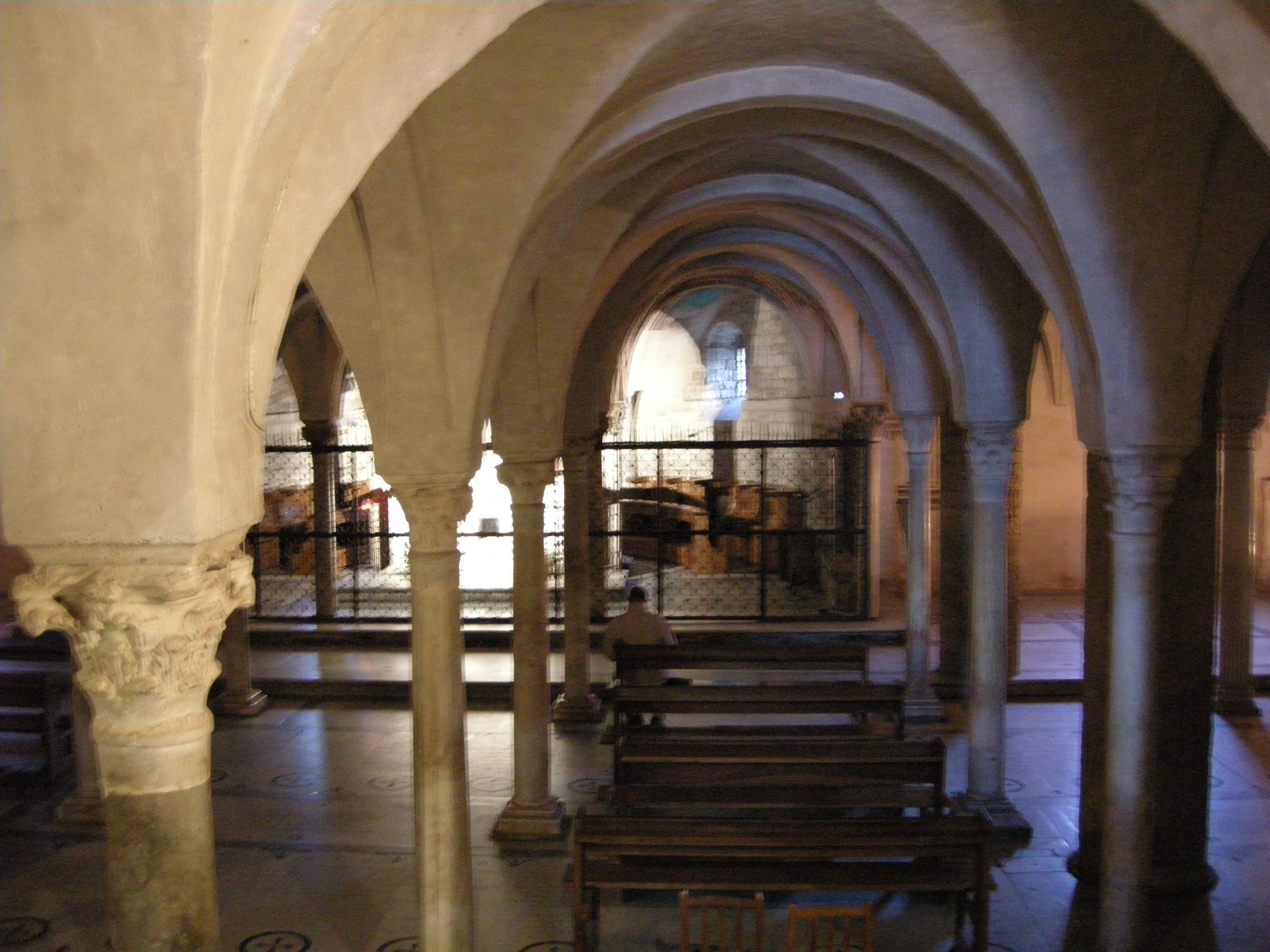
Cripta della chiesa di san Miniato

Beato Teuzzone, detto Teuzzone Monaco  o Teuzzone della badia Fiorentina o Romito Teuzzone (Firenze, 960 – Firenze, 1075), è stato un monaco italiano, che per 50 anni visse da romito.

## Biografia
Le prime notizie sulla vita di Teuzzone ci vengono tramandate dal suo omonimo Teuzzone da Razzuolo che fu tra i primi discepoli di san Giovanni Gualberto, anch'egli monaco ma della badia di Razzuolo fondata da Gualberto nel 1036. Più volte vennero confuse le biografie dei due monaci concomitanti nel nome, nel periodo, e nella vicinanza storica con il santo.
La biografia del beato, venne scritta nel 1645 da Placido Puccinelli, monaco della medesima badia, che aveva avuto la possibilità di visionare documenti e atti ormai irreperibili. Fu invece Giuseppe Maria Brocchi a fare una breve distinzione dei due monaci nel suo Vite de' Santi e Beati Fiorentini.
Teuzzone nacque a Firenze, durante il pontificato di Giovanni XII, questo lo identifica intorno al 960, da una famiglia dell'aristocrazia fiorentina. Essendo figlio unico, fu severamente educato alla religione cristiana e alle lettere, viene descritto di carattere tranquillo. Sembra fosse molto devoto a san Miniato e alla morte di entrambi i genitori si presentò al monastero benedettino di san Miniato, dall'abate Marino per chiedere di entrare nell'ordine monastico.

Il monastero fiorentino era stato fondato nel 975, si considera che Teuzzone fosse uno dei primi monaci, essendo Marino il primo abate del monastero. Pronunciò i voti sotto il vescovo Podo.

Il monaco fu tra i firmatari il 2 novembre 1031 dell'atto di fondazione dello spedale dedicato a san Niccolò. Il documento originale riporta le firme dei monaci che sottoscrissero l'evento e tra questi Ego Teuzo indignus monachus et sacerdos consensi & subscripsi.
Dall'epigrafe che era posta sulla sua tomba, risulterebbe che per cinquant'anni visse una vita da romito, rifiutando l'incarico di priore del convento e facendo costruire una cella vicina alla chiesa del monastero dove visse isolato, in preghiera e digiuno. Questa cella divenne poi la cappella di santo Stefano. La fama di questo eremita si diffuse e negli anni venne visitato da molti fedeli che gli chiedevano consigli. Anche san Giovanni Gualberto trovandosi in contrasto con la nomina del nuovo priore Oberto nominato dal vescovo di Firenze Atto I entrambi simoniaci, si recò da Teuzzone a chiedere consiglio, e questi che riteneva la simonia un grave peccato, lo invitò a rendere pubbliche sulle piazze quanto accadeva nella chiesa fiorentina, consigliandogli anche ad allontanarsi dal convento per cercare una valle adombrata di moltissime piante, sembra che questa sua chiaroveggenza portò il santo a seguire il suo consiglio, a fondare l'abbazia di Vallombrosa.

Quando venne estinta la simonia, o forse persuaso dal monaco Pietro Damiano, Teuzzone uscì dal suo stato di isolamento, tornando alla vita cenobitica, morendo poi in veneranda età, risulta che aveva sottoscritto un atto notarile nel 1071, e infine è morto nel 1075, all'età di 115 anni, ma questa data non ha conferma in alcun documento. Secondo Lorenzo Cantini, il beato viene festeggiato il 10 gennaio, mentre il 9 per Luigi Sartoni. Il monaco non venne sepolto nella fossa comune agli altri monaci, ma vanne posto in luogo separato con una lapide che riportava la scritta: 
Teuzzonis Monachi venerabilis ossa quiescunt  Presenti in Tumulo sancta  vixit in aede Quinquagintas Anmni heremi velunt incola fervens Iste fuit signis nostrae celeberrimus urbi.»
Quando nel 1627 venne fatta la ristrutturazione della chiese, le sue ossa furono traslate e poste nel 1645 in una cassa di cristallo che risulta fosse ancora  presente nella chiesa del monastero nel 1858, e che  venissero esposte con le reliquie dei santi il giorno di Ognissanti.